# Rouge (chanson de Fredericks Goldman Jones)
Pour les articles homonymes, voir Rouge (homonymie).
Singles de Fredericks Goldman Jones
Il suffira d'un signe
(1992) Juste après
(1994)
Rouge est une chanson écrite en 1993 par Jean-Jacques Goldman pour le trio Fredericks Goldman Jones, pour l'album Rouge en 1993.
Sorti en single fin 1993, Rouge reste classé durant dix-sept semaines consécutives au Top 50, dont une à la 18e place en janvier 1994.

## Composition
Comme d'autres chansons de l'album éponyme, Rouge fait participer l'ensemble Alexandrov des Chœurs de l'Armée rouge.
Si la chanson ne mentionne jamais directement le communisme (souvent décrit par le rouge par métonymie), elle évoque l'espoir et les aspirations de la société russe après la révolution de 1917 où les bolcheviques communistes prennent le pouvoir.
Le solo de guitare figurant au milieu de Rouge a été réarrangé la même année par Jean-Jacques Goldman pour composer le générique de l’émission Taratata[réf. nécessaire].

## Classement
| Classement (1994) | Meilleure position |
| ----------------- | ------------------ |
| France (SNEP)     | 18                 |